# Robin Lovell-Badge

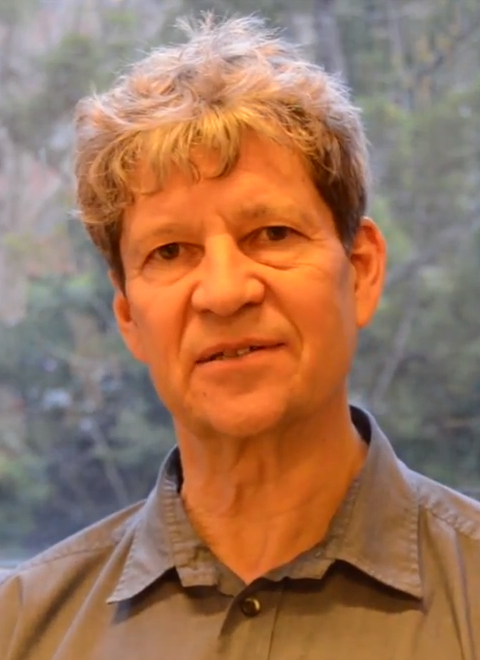
Robin Lovell-Badge

Robin H. Lovell-Badge CBE (* 1953) ist ein britischer Genetiker und Embryologe.
Lovell-Badge wurde 1978 am University College London in Embryologie promoviert und war als Post-Doktorand in Cambridge und am Institut Jacques Monod in Paris. 1982 wurde er Gruppenleiter an der MRC Mammalian Development Union des University College London und 1988 Gruppen- und ab 1993 Abteilungsleiter am National Institute for Medical Research des MRC in London. Ab 2015 ist er Gruppenleiter am neu gegründeten Francis Crick Institute in London.
Mit Peter N. Goodfellow entdeckte er die Sex determining region of Y (SRY Gen), ein geschlechtsbestimmendes Gen, das für einen gleichnamigen Transkriptionsfaktor codiert, der zur Gruppe der an die DNA bindenden HMG-Proteine gehört. Er forscht weiter an den an der Geschlechtsbestimmung beteiligten Genen (meist solche der Sox-Familie), hauptsächlich am Maus-Modell und an Hühnern.
1995 erhielt er mit Goodfellow den Louis-Jeantet-Preis für die Entdeckung des SRY-Gens und beide erhielten dafür 1997 den Amory-Preis. Außerdem erhielt er 2008 den Preis der Feldberg Foundation.